# Brazilië op de Olympische Zomerspelen 2016
Brazilië nam als gastland deel aan de Olympische Zomerspelen 2016 in Rio de Janeiro, Brazilië. De selectie omvatte 465 sporters die in 31 olympische sportdisciplines deelnamen. Vlaggendragers waren Yane Marques bij de openingsceremonie en Isaquias Queiroz bij de sluitingsceremonie.
Het werden de meest succesvolle Spelen uit de Braziliaanse geschiedenis, met het grootste aantal gouden medailles (zeven) en het grootste totaalaantal medailles (negentien). In drie sporten wonnen Braziliaanse atleten voor het eerst goud: het boksen, atletiek en voetbal. Kanoër Isaquias Queiroz werd de eerste Braziliaanse olympiër ooit die op één editie van de Spelen driemaal het podium bereikte, met twee medailles als solist en een met zijn teamgenoot Erlon Silva. De medaille van Queiroz in de C-1 1000 meter was de eerste medaille van een Braziliaan bij het sprinten in een kano; in het open water zwemmen werd eveneens voor het eerst een medaille gehaald. Het volleybal (beach en zaal) werd de meest succesvolle sport van Brazilië, met tweemaal goud en eenmaal zilver; het goud van het mannenzaalvolleybalteam was samen met het kampioenschap van het mannenvoetbalteam de enige olympische titel in een teamsport.

## Medailleoverzicht
| Sport       | Olympiër                              | Onderdeel                     | Medaille |
| ----------- | ------------------------------------- | ----------------------------- | -------- |
| Atletiek    | Thiago Braz da Silva                  | polsstokhoogspringen (m)      | Goud     |
| Boksen      | Robson Conceição                      | lichtgewicht (–60 kg) (m)     | Goud     |
| Judo        | Rafaela Silva                         | lichtgewicht (–57 kg) (v)     | Goud     |
| Voetbal     | olympisch team                        | mannen                        | Goud     |
| Volleybal   | Alison Cerutti Bruno Oscar Schmidt    | beach (m)                     | Goud     |
| Volleybal   | olympisch team                        | mannen                        | Goud     |
| Zeilen      | Martine Grael Kahena Kunze            | 49erFX (v)                    | Goud     |
| Gymnastiek  | Arthur Zanetti                        | ringen (m)                    | Zilver   |
| Gymnastiek  | Diego Hypólito                        | vloer (m)                     | Zilver   |
| Kanovaren   | Isaquias Queiroz VS                   | C-1 1000 m (m)                | Zilver   |
| Kanovaren   | Isaquias Queiroz Erlon De Souza Silva | C-2 1000 m (m)                | Zilver   |
| Schietsport | Felipe Almeida Wu                     | 10 m luchtpistool (m)         | Zilver   |
| Volleybal   | Ágatha Bednarczuk Bárbara Seixas      | beach (v)                     | Zilver   |
| Gymnastiek  | Arthur Mariano                        | vloer (m)                     | Brons    |
| Judo        | Rafael Silva                          | zwaargewicht (+100 kg) (m)    | Brons    |
| Judo        | Mayra Aguiar                          | halfzwaargewicht (–78 kg) (v) | Brons    |
| Kanovaren   | Isaquias Queiroz dos Santos           | C-1 0200 m (m)                | Brons    |
| Taekwondo   | Maicon Siqueira                       | zwaargewicht (+80 kg) (m)     | Brons    |
| Zwemmen     | Poliana Okimoto                       | 10 km open water (v)          | Brons    |

## Deelnemers
(m) = mannen, (v) = vrouwen, (g) = gemengd

### Atletiek
| Olympiër | Onderdeel                | Resultaat | Prestatie |
| --- | ------------------------ | --------- | --- |
| Vitor Hugo dos Santos                                                                                                | 100m (m)                 | 48e       | serie 8: 5e in 10,36 |
| Aldemir da Silva Junior                                                                                              | 200m (m)                 | 61e       | serie 10: 7e in 20,80 |
| Bruno de Barros | 200m (m)                 | 43e       | serie 8: 6e in 20,59 |
| Jorge Vides | 200m (m)                 | 33e       | serie 4: 3e in 20,50 |
| Hederson Estefani | 400m (m)                 | 41e       | serie 5: 7e in 46,68 |
| Kléberson Davide | 800m (m)                 | 19e       | serie 1: 4e in 1.46,14 halve finale 1: 6e in 1.46,19 |
| Lutimar Paes | 800m (m)                 | 32e       | serie 3: 7e in 1.48,38 |
| Thiago André | 1500m (m)                | 30e       | serie 1: 11e in 3.44,42 |
| João Vítor de Oliveira                                                                                               | 110m horden (m)          | 22e       | serie 3: 4e in 13,63 halve finale 2: 9e in 13,85 |
| Éder Antônio Souza                                                                                                   | 110m horden (m)          | DSQ       | serie 5: 4e in 13,61 halve finale 3: gediskwalificeerd |
| Mahau Suguimati | 400m horden (m)          | 22e       | serie 2: 3e in 49,77 halve finale 2: 8e in 49,77 |
| Marcio Teles | 400m horden (m)          | 39e       | serie 1: 6e in 50,41 |
| Altobeli da Silva | 3000m steeplechase (m)   | 9e        | serie 3: 6e in 8.26,59 finale: 9e in 8.26,30 |
| Aldemir da Silva Junior Vitor Hugo dos Santos Bruno de Barros Ricardo Mário de Souza José Carlos Moreira Jorge Vides | 4×100m (m)               | 6e        | serie 2: 5e in 38,19 finale: 6e in 38,41 |
| Lucas Carvalho Pedro Luiz de Oliveira Hugo de Sousa Peterson dos Santos Hederson Estefani Alexander Russo            | 4×400m (m)               | 8e        | serie 2: 4e in 3.00,43 finale: 8e in 3.03,28 |
| Marílson dos Santos                                                                                                  | marathon (m)             | 59e       | 2:19.09 |
| Solonei da Silva | marathon (m)             | 78e       | 2:22.05 |
| Paulo Roberto Paula                                                                                                  | marathon (m)             | 15e       | 2:13.56 |
| José Alessandro Bagio                                                                                                | 20km snelwandelen (m)    | DNF       | niet gefinisht |
| Caio Bonfim | 20km snelwandelen (m)    | 4e        | 1:19.42 (NR) |
| Moacir Zimmermann | 20km snelwandelen (m)    | 63e       | 1:33.58 |
| Caio Bonfim | 50km snelwandelen (m)    | 9e        | 3:47.02 (NR) |
| Mário dos Santos | 50km snelwandelen (m)    | DNF       | niet gefinisht |
| Jonathan Riekmann | 50km snelwandelen (m)    | 29e       | 4:01.52 |
| Higor Alves | verspringen (m)          | 28e       | kwalificatie groep B: 14e met 7,59m |
| Talles Frederico Silva                                                                                               | hoogspringen (m)         | 35e       | kwalificatie groep B: 19e met 2,17m |
| Thiago Braz da Silva                                                                                                 | polsstokhoogspringen (m) | Goud      | kwalificatie groep B: 2e met 5,70m finale: 1e met 6,03m (OR) |
| Augusto de Oliveira                                                                                                  | polsstokhoogspringen (m) | 22e       | kwalificatie groep A: 13e met 5,45m |
| Darlan Romani | kogelstoten (m)          | 5e        | kwalificatie groep B: 3e met 20,94m (NR) finale: 5e met 21,02m (NR) |
| Júlio César de Oliveira                                                                                              | speerwerpen (m)          | 16e       | kwalificatie groep B: 9e met 80,49m |
| Wagner Domingos | kogelslingeren (m)       | 12e       | kwalificatie groep A: 1e met 74,17m finale: 12e met 72,28m |
| Luiz Alberto de Araújo                                                                                               | tienkamp (m)             | 10e       | 100m: 6e in 10,77 (912 punten) verspringen: 10e met 7,48m (930 punten) kogelstoten: 3e met 15,26m (806 punten) hoogspringen: 25e met 1,92m (731 punten) 400m: 5e in 48,14 (902 punten) 110m horden: 6e in 14,17 (953 punten) discuswerpen: 9e met 45,10m (769 punten) polsstokhoogspringen: 10e met 4,90m (880 punten) speerwerpen: 19e met 57,28m (697 punten) 1500m: 10e in 4.31,46 (735 punten) totaal: 8315 punten |
| |                          |           | |
| Franciela Krasucki                                                                                                   | 100m (v)                 | 47e       | serie 8: 7e in 11,67 |
| Rosângela Santos | 100m (v)                 | 18e       | serie 7: 2e in 11,25 halve finale 2: 5e in 11,23 |
| Vitória Cristina Rosa                                                                                                | 200m (v)                 | 47e       | serie 7: 7e in 23,35 |
| Kauiza Venâncio | 200m (v)                 | 33e       | serie 3: 3e in 23,06 |
| Geisa Coutinho | 400m (v)                 | 25e       | serie 8: 4e in 52,05 |
| Jailma de Lima | 400m (v)                 | 44e       | serie 3: 6e in 52,65 |
| Flávia de Lima | 800m (v)                 | 53e       | serie 7: 8e in 2.03,78 |
| Tatiele de Carvalho                                                                                                  | 10000m (v)               | 31e       | 32.38,21 |
| Maíla Machado | 100m horden (v)          | 30e       | serie 2: 5e in 13,09 |
| Fabiana Moraes | 100m horden (v)          | 46e       | serie 6: 5e in 13,22 |
| Juliana dos Santos                                                                                                   | 3000m steeplechase (v)   | 37e       | serie 1: 15e in 9.45,95 |
| Bruna Farias Franciela Krasucki Ana Cláudia Lemos Vitória Cristina Rosa Rosângela Santos Kauiza Venâncio             | 4×100m (v)               | DSQ       | serie 2: gediskwalificeerd |
| Geisa Coutinho Tabata Vitorino de Carvalho Jailma de Lima Letícia de Souza Cristiane dos Santos Silva Joelma Sousa   | 4×400m (v)               | 16e       | serie 1: 8e in 3.30,27 |
| Adriana Aparecida da Silva                                                                                           | marathon (v)             | 69e       | 2:43.22 |
| Marily dos Santos | marathon (v)             | 78e       | 2:45.08 |
| Graciete Santana | marathon (v)             | 128e      | 3:09.15 |
| Érica de Sena | 20km snelwandelen (v)    | 7e        | 1:29.29 |
| Cisiane Lopes | 20km snelwandelen (v)    | 49e       | 1:38.35 |
| Keila Costa | verspringen (v)          | 38e       | kwalificatie groep A: 19e met 5,86m |
| Eliane Martins | verspringen (v)          | 23e       | kwalificatie groep B: 13e met 6,33m |
| Keila Costa | hink-stap-springen (v)   | 24e       | kwalificatie groep A: 12e met 13,78m |
| Núbia Soares | hink-stap-springen (v)   | 23e       | kwalificatie groep B: 12e met 13,85m |
| Joana Costa | polsstokhoogspringen (v) | 29e       | kwalificatie groep A: 15e met 4,15m |
| Fabiana Murer | polsstokhoogspringen (v) | NM        | kwalificatie groep B: geen geldige poging |
| Geisa Arcanjo | kogelstoten (v)          | 9e        | kwalificatie groep B: 4e met 18,27m finale: 9e met 18,16m |
| Andressa de Morais                                                                                                   | discuswerpen (v)         | 21e       | kwalificatie groep B: 10e met 57,38m |
| Fernanda Martins | discuswerpen (v)         | 31e       | kwalificatie groep A: 15e met 51,85m |
| Vanessa Chefer Spínola                                                                                               | zevenkamp (v)            | 23e       | 100m horden: 29e in 14,24 (945 punten) hoogspringen: 26e met 1,68m (830 punten) kogelstoten: 21e met 13,06m (731 punten) 200m: 7e in 24,11 (970 punten) verspringen: 19e met 6,10m (880 punten) speerwerpen: 18e met 45,05m (764 punten) 800m: 11e in 2.14,20 (904 punten) totaal: 6024 punten |

### Badminton
| Olympiër                | Onderdeel     | Resultaat | Prestatie                                                                                   |
| ----------------------- | ------------- | --------- | ------------------------------------------------------------------------------------------- |
| Ygor Coelho de Oliveira | enkelspel (m) | 14e       | groep K: 3e V van IRL Evans: 1–2 (8–21, 21–19, 8–21) V van GER Zwiebler: 0–2 (12–21, 12–21) |
|                         |               |           |                                                                                             |
| Lohaynny Vicente        | enkelspel (v) | 14e       | groep G: 3e V van IND Nehwal: 0–2 (17–21, 17–21) V van UKR Oelitina: 0–2 (13–21, 13–21)     |

### Basketbal

#### Mannen
| Olympiër | Onderdeel | Resultaat | Prestatie |
| --- | --------- | --------- | --- |
| Raulzinho Neto Cristiano Felício Vítor Benite Marcelo Huertas Alex Garcia Guilherme Giovannoni Nenê Marcus Vinicius de Souza Leandro Barbosa Augusto Lima Rafael Hettsheimeir Rafael Luz | mannen    | 9e        | groep B: 5e V van Litouwen: 76–82 W van Spanje: 66–65 V van Kroatië: 76–80 V van Argentinië: 107–111 W van Nigeria: 86–69 |

| Groep B |            |             |             |             |            |            |            |        |
| №       | Land       | Wedstrijden | Wedstrijden | Wedstrijden | Doelpunten | Doelpunten | Doelpunten | Punten |
| №       | Land       | G           | W           | V           | V          | T          | Saldo      | Punten |
| 1       | Kroatië    | 5           | 3           | 2           | 400        | 407        | –7         | 8      |
| 2       | Spanje     | 5           | 3           | 2           | 432        | 337        | +75        | 8      |
| 3       | Litouwen   | 5           | 3           | 2           | 392        | 428        | –36        | 8      |
| 4       | Argentinië | 5           | 3           | 2           | 441        | 428        | +13        | 8      |
| 5       | Brazilië   | 5           | 2           | 3           | 411        | 407        | +4         | 7      |
| 6       | Nigeria    | 5           | 1           | 4           | 392        | 441        | –49        | 6      |

| Ronde       | Datum | Lokale tijd | MEZT           | Plaats     | Land    | Score    | Land |
| ----------- | ----- | ----------- | -------------- | ---------- | ------- | -------- | ---- |
| Groepsfase  |       |             |                |            |         |          |      |
| 7 augustus  | 14:15 | 19:15       | Rio de Janeiro | Brazilië   | 76–82   | Litouwen |      |
| 9 augustus  | 14:15 | 19:15       | Rio de Janeiro | Spanje     | 65–66   | Brazilië |      |
| 11 augustus | 14:15 | 19:15       | Rio de Janeiro | Brazilië   | 76–80   | Kroatië  |      |
| 13 augustus | 14:15 | 19:15       | Rio de Janeiro | Argentinië | 117–107 | Brazilië |      |
| 15 augustus | 14:15 | 19:15       | Rio de Janeiro | Nigeria    | 69–86   | Brazilië |      |

#### Vrouwen
| Olympiër | Onderdeel | Resultaat | Prestatie |
| --- | --------- | --------- | --- |
| Adriana Moisés Pinto Tainá Paixão Joice Rodrigues Palmira Marçal Izi Castro Marques Isabela Ramona Tatiane Pacheco Clarissa dos Santos Damiris Dantas Nádia Colhado Érika de Souza Kelly Santos | vrouwen   | 11e       | groep A: 6e V van Australië: 66-84 V van Japan: 66-82 V van Wit-Rusland: 63-65 V van Frankrijk: 64-74 V van Turkije: 72-79 |

| Groep A |             |             |             |             |            |            |            |        |
| #       | Land        | Wedstrijden | Wedstrijden | Wedstrijden | Doelpunten | Doelpunten | Doelpunten | Punten |
| #       | Land        | G           | W           | V           | V          | T          | Saldo      | Punten |
| 1       | Australië   | 5           | 5           | 0           | 400        | 345        | +55        | 10     |
| 2       | Frankrijk   | 5           | 3           | 2           | 344        | 343        | +1         | 8      |
| 3       | Turkije     | 5           | 3           | 2           | 324        | 325        | –1         | 8      |
| 4       | Japan       | 5           | 3           | 2           | 386        | 378        | +8         | 8      |
| 5       | Wit-Rusland | 5           | 1           | 4           | 347        | 361        | –14        | 6      |
| 6       | Brazilië    | 5           | 0           | 5           | 335        | 384        | –49        | 5      |

| Ronde       | Datum | Lokale tijd | MEZT           | Plaats    | Land  | Score       | Land |
| ----------- | ----- | ----------- | -------------- | --------- | ----- | ----------- | ---- |
| Groepsfase  |       |             |                |           |       |             |      |
| 6 augustus  | 17:30 | 22:30       | Rio de Janeiro | Brazilië  | 66–84 | Australië   |      |
| 8 augustus  | 17:30 | 22:30       | Rio de Janeiro | Japan     | 82–66 | Brazilië    |      |
| 9 augustus  | 15:30 | 20:30       | Rio de Janeiro | Brazilië  | 63–65 | Wit-Rusland |      |
| 11 augustus | 15:30 | 20:30       | Rio de Janeiro | Frankrijk | 74–64 | Brazilië    |      |
| 13 augustus | 15:30 | 20:30       | Rio de Janeiro | Turkije   | 79–72 | Brazilië    |      |

### Boksen
| Olympiër            | Onderdeel | Resultaat | Prestatie |
| ------------------- | --------- | --------- | --- |
| Patrick Lourenço    | –49kg (m) | 17e       | 1e ronde: V van COL Martinez: 0–3 |
| Julião Henriques    | –52kg (m) | 17e       | 1e ronde: V van USA Vargas: 0–2 |
| Robenílson de Jesus | –56kg (m) | 9e        | 1e ronde: W van ALG Hammachi: 2–1 2e ronde: V van USA Stevenson: 0–3                                                                                       |
| Robson Conceição    | –60kg (m) | Goud      | 1e ronde: vrij 2e ronde: W van TJK Joenoesov: tko kwartfinale: W van UZB Tojibajev: 3–0 halve finale: W van CUB Alvarez: 3–0 finale: W van FRA Oumiha: 3–0 |
| Joedison Teixeira   | –64kg (m) | 9e        | 1e ronde: W van ALG Chadi: 2–1 2e ronde: V van TUR Gözgec: 0–3                                                                                             |
| Michel Borges       | –81kg (m) | 5e        | 1e ronde: W van CMR N'Jikam: 3–0 2e ronde: W van CRO Sep: 3–0 kwartfinale: V van CUB La Cruz: 0–3                                                          |
| Juan Nogueira       | –91kg (m) | 9e        | 1e ronde: W van AUS Whateley: 3–0 2e ronde: V van RUS Tisjtsjenko: 0–3                                                                                     |
|                     |           |           | |
| Adriana Araújo      | –51kg (v) | 9e        | 1e ronde: V van FIN Potkonen: 1–2 |
| Andreia Bandeira    | –60kg (v) | 5e        | 1e ronde: W van PAN Byon: 2–1 kwartfinale: V van CHN Li: 0–3                                                                                               |

### Boogschieten
| Olympiër                                                  | Onderdeel       | Resultaat | Prestatie |
| --------------------------------------------------------- | --------------- | --------- | --- |
| Marcus Vinicius D'Almeida                                 | individueel (m) | 33e       | plaatsingsronde: 34e met 658 punten 1e ronde: V van USA Kaminski: 2–6                                                                  |
| Bernardo Oliveira                                         | individueel (m) | 17e       | plaatsingsronde: 45e met 651 punten 1e ronde: W van AUS Potts: 6–4 2e ronde: V van CHI Soto: 1–7                                       |
| Daniel Xavier                                             | individueel (m) | 33e       | plaatsingsronde: 53e met 539 punten 1e ronde: V van KOR Lee: 2–6                                                                       |
| Marcus Vinicius D'Almeida Bernardo Oliveira Daniel Xavier | team (m)        | 9e        | plaatsingsronde: 11e met 1948 punten 1e ronde: V van CHN: 2–6                                                                          |
|                                                           |                 |           | |
| Ane Marcelle dos Santos                                   | individueel (v) | 9e        | plaatsingsronde: 26e met 637 punten 1e ronde: W van JPN Nagamine: 7–3 2e ronde: W van AUS Ingley: 6–0 3e ronde: V van GBR Folkard: 2–6 |
| Sarah Nikitin                                             | individueel (v) | 33e       | plaatsingsronde: 54e met 599 punten 1e ronde: V van CHN Qi: 1–7                                                                        |
| Sarah Nikitin                                             | individueel (v) | 33e       | plaatsingsronde: 50e met 609 punten 1e ronde: V van PRK Kang: 0–6                                                                      |
| Ane Marcelle dos Santos Sarah Nikitin                     | team (v)        | 9e        | plaatsingsronde: 11e met 1845 punten 1e ronde: V van ITA: 0–6                                                                          |

### Gewichtheffen
| Olympiër           | Onderdeel  | Resultaat | Prestatie                                                        |
| ------------------ | ---------- | --------- | ---------------------------------------------------------------- |
| Welisson Silva     | –85kg (m)  | 17e       | trekken: 18e met 145 kg stoten: 17e met 180 kg totaal: 325 kg    |
| Mateus Gregório    | –105kg (m) | DNF       | trekken: 13e met 170 kg stoten: geen geldige poging              |
| Fernando Reis      | +105kg (m) | 5e        | trekken: 5e met 195 kg stoten: 6e met 240 kg totaal: 435 kg (AM) |
|                    |            |           |                                                                  |
| Rosane Santos      | –53kg (v)  | 5e        | trekken: 3e met 90 kg (AM) stoten: 7e met 103 kg totaal: 193 kg  |
| Jaqueline Ferreira | –75kg (v)  | DNF       | trekken: geen geldige poging                                     |

### Golf
| Olympiër          | Onderdeel | Resultaat | Prestatie                          |
| ----------------- | --------- | --------- | ---------------------------------- |
| Adilson da Silva  | mannen    | 39e       | 285 punten (par +1) (72-71-73-69)  |
|                   |           |           |                                    |
| Victoria Lovelady | vrouwen   | 53e       | 300 punten (par +16) (79-75-76-70) |
| Miriam Nagl       | vrouwen   | 52e       | 298 punten (par +14) (79-77-72-70) |

### Gymnastiek
| Olympiër                                                                         | Onderdeel                | Resultaat | Prestatie |
| Ritmisch                                                                         | Ritmisch                 | Ritmisch  | Ritmisch |
| -------------------------------------------------------------------------------- | ------------------------ | --------- | --- |
| Natália Gaudio                                                                   | individueel (v)          | 23e       | kwalificatie: 23e hoepel: 24e met 16,566 punten bal: 24e met 16,300 punten knotsen: 23e met 16,450 punten linten: 23e met 16,216 punten totaal: 65,532 punten |
|                                                                                  |                          |           | |
| Gabrielle da Silva Morgana Gmach Emanuelle Lima Jessica Maier Francielly Pereira | team (v)                 | 9e        | kwalificatie: 9e 5 linten: 11e met 15,766 punten 3 knotsen, 2 hoepels: 7e met 16,883 punten totaal: 32,649 punten |
| Trampoline                                                                       |                          |           | |
| Rafael Andrade                                                                   | mannen                   | 15e       | kwalificatie: 15e met 76,145 punten |
| Turnen                                                                           |                          |           | |
| Francisco Barretto Júnior                                                        | rekstok (m)              | 5e        | kwalificatie: 5e met 15,266 punten finale: 5e met 15,208 punten |
| Arthur Zanetti                                                                   | ringen (m)               | Zilver    | kwalificatie: 5e met 15,533 punten finale: 2e met 15,766 punten |
| Diego Hypólito                                                                   | vloer (m)                | Zilver    | kwalificatie: 4e met 15,500 punten finale: 2e met 15,533 punten |
| Arthur Mariano                                                                   | vloer (m)                | Brons     | kwalificatie: 9e met 15,200 punten finale: 3e met 15,433 punten |
| Francisco Barretto Júnior                                                        | meerkamp individueel (m) | 33e       | kwalificatie: 18e vloer: 30e met 13,433 punten paard met bogen: 15e met 14,533 punten ringen: 21e met 14,200 punten sprong: 23e met 14,200 punten brug: 22e met 14,900 punten rekstok: 2e met 15,266 punten totaal: 86,532 punten |
| Arthur Mariano                                                                   | meerkamp individueel (m) | 17e       | kwalificatie: 11e vloer: 4e met 15,200 punten paard met bogen: 17e met 14,433 punten ringen: 27e met 14,033 punten sprong: 7e met 15,100 punten brug: 19e met 14,933 punten rekstok: 14e met 14,766 punten totaal: 88,465 punten finale: 17e vloer: 5e met 15,133 punten paard met bogen: 17e met 13,400 punten ringen: 19e met 14,133 punten sprong: 15e met 14,766 punten brug: 19e met 14,633 punten rekstok: 2e met 15,266 punten totaal: 87,331 punten |
| Sérgio Sasaki                                                                    | meerkamp individueel (m) | 9e        | kwalificatie: 8e vloer: 10e met 14,900 punten paard met bogen: 11e met 14,833 punten ringen: 24e met 14,133 punten sprong: 3e met 15,266 punten brug: 20e met 14,933 punten rekstok: 11e met 14,833 punten totaal: 88,898 punten finale: 17e vloer: 12e met 14,833 punten paard met bogen: 8e met 14,766 punten ringen: 15e met 14,433 punten sprong: 4e met 15,200 punten brug: 13e met 14,966 punten rekstok: 8e met 15,000 punten totaal: 89,198 punten  |
| Francisco Barreto Diego Hypólito Arthur Mariano Sérgio Sasaki Arthur Zanetti     | meerkamp team (m)        | 6e        | kwalificaties vloer: 45,600 voltige: 43,799 ringen: 43,866 sprong: 45,182 brug: 44,766 rekstok: 44,865 totaal: 268,078 (6e) finale vloer: 41,733 voltige: 43,433 ringen: 44,332 sprong: 45,032 brug: 44,533 rekstok: 44,665 totaal: 263,728 (6e) |
|                                                                                  |                          |           | |
| Rebeca Andrade                                                                   | meerkamp individueel (v) | 11e       | sprong: 15,566 brug: 14,033 balk: 13,600 vloer: 13,766 totaal: 56,965 (11e) |
| Jade Barbosa                                                                     | meerkamp individueel (v) | 24e       | balk: 13,700 vloer: 7,500 DNF |
| Flávia Saraiva                                                                   | balk (v)                 | 5e        | 14,533 (6,300 (D), 8,233 (E, 5e) |
| Rebeca Andrade Jade Barbosa Daniele Hypólito Lorrane Oliveira Flávia Saraiva     | meerkamp team (v)        | 8e        | kwalificaties sprong: 45,299 brug: 43,357 balk: 43,599 vloer: 41,799 totaal: 174,054 (5e) finale sprong: 44,899 brug: 43,457 balk: 41,999 vloer: 41,732 totaal: 172,087 (8e) |

### Handbal

#### Mannen
| Olympiër | Onderdeel | Resultaat | Prestatie |
| --- | --------- | --------- | --- |
| César Almeida Maik Santos Haniel Langaro Leonardo Santos Thiagus dos Santos José Toledo Oswaldo Guimarães Diogo Hubner Henrique Teixeira João Pedro Silva André Soares Fábio Chiuffa Lucas Cândido Alexandro Pozzer | mannen    | 5e        | groep B: 3e W van Polen: 34-32 V van Slovenië: 28-31 W van Duitsland: 33-30 G tegen Egypte: 27-27 V van Zweden: 19-30 kwartfinale: V van Frankrijk: 27-34 |

| № | Land      | Wedstrijden | Wedstrijden | Wedstrijden | Wedstrijden | Doelpunten | Doelpunten | Doelpunten | Punten |
| - | --------- | ----------- | ----------- | ----------- | ----------- | ---------- | ---------- | ---------- | ------ |
| № | Land      | GW          | W           | V           | G           | V          | T          | Saldo      | Punten |
| 1 | Duitsland | 5           | 4           | 1           | 0           | 153        | 141        | +12        | 8      |
| 2 | Slovenië  | 5           | 4           | 1           | 0           | 137        | 126        | +11        | 8      |
| 3 | Brazilië  | 5           | 2           | 2           | 1           | 141        | 150        | –9         | 5      |
| 4 | Polen     | 5           | 2           | 3           | 0           | 139        | 140        | –1         | 4      |
| 5 | Egypte    | 5           | 1           | 1           | 3           | 129        | 143        | –14        | 3      |
| 6 | Zweden    | 5           | 1           | 4           | 0           | 132        | 131        | +1         | 2      |

| Ronde       | Datum | Lokale tijd | MEZT           | Plaats   | Land  | Score     | Land |
| ----------- | ----- | ----------- | -------------- | -------- | ----- | --------- | ---- |
| Groepsfase  |       |             |                |          |       |           |      |
| 7 augustus  | 16:40 | 21:40       | Rio de Janeiro | Polen    | 32–34 | Brazilië  |      |
| 9 augustus  | 16:40 | 21:40       | Rio de Janeiro | Brazilië | 28–31 | Slovenië  |      |
| 11 augustus | 16:40 | 21:40       | Rio de Janeiro | Brazilië | 33–30 | Duitsland |      |
| 13 augustus | 16:40 | 21:40       | Rio de Janeiro | Egypte   | 27–27 | Brazilië  |      |
| 15 augustus | 14:40 | 19:40       | Rio de Janeiro | Zweden   | 30–19 | Brazilië  |      |
| Kwartfinale |       |             | Rio de Janeiro |          |       |           |      |
| 17 augustus | 10:00 | 15:00       | Rio de Janeiro | Brazilië | 27–34 | Frankrijk |      |

#### Vrouwen
| Olympiër | Onderdeel | Resultaat | Prestatie |
| --- | --------- | --------- | --- |
| Bárbara Arenhart Mayssa Pessoa Deonise Cavaleiro Eduarda Amorim Mayara Moura Ana Paula Rodrigues Francielle da Rocha Alexandra do Nascimento Fernanda da Silva Jéssica Quintino Samira Rocha Daniela Piedade Fabiana Diniz Tamires Morena Lima | vrouwen   | 7e        | groep A: 1e W van Noorwegen: 31-28 W van Roemenië: 26-13 V van Spanje: 24-29 W van Angola: 28-24 W van Montenegro: 29-23 kwartfinale: V van Nederland: 23-32 |

| № | Land       | Wedstrijden | Wedstrijden | Wedstrijden | Wedstrijden | Doelpunten | Doelpunten | Doelpunten | Punten |
| - | ---------- | ----------- | ----------- | ----------- | ----------- | ---------- | ---------- | ---------- | ------ |
| № | Land       | G           | W           | G           | V           | V          | T          | Saldo      | Punten |
| 1 | Brazilië   | 5           | 4           | 0           | 1           | 138        | 107        | +31        | 8      |
| 2 | Noorwegen  | 5           | 4           | 0           | 1           | 141        | 121        | +20        | 8      |
| 3 | Spanje     | 5           | 3           | 0           | 2           | 125        | 116        | +9         | 6      |
| 4 | Angola     | 5           | 2           | 0           | 3           | 116        | 128        | –8         | 4      |
| 5 | Roemenië   | 5           | 2           | 0           | 2           | 108        | 119        | –12        | 4      |
| 6 | Montenegro | 5           | 0           | 0           | 5           | 107        | 134        | –27        | 0      |

| Ronde       | Datum | Lokale tijd | MEZT           | Plaats     | Land  | Score     | Land |
| ----------- | ----- | ----------- | -------------- | ---------- | ----- | --------- | ---- |
| Groepsfase  |       |             |                |            |       |           |      |
| 6 augustus  | 09:30 | 14:30       | Rio de Janeiro | Noorwegen  | 28–31 | Brazilië  |      |
| 8 augustus  | 16:40 | 21:40       | Rio de Janeiro | Brazilië   | 26–13 | Roemenië  |      |
| 10 augustus | 09:30 | 14:30       | Rio de Janeiro | Brazilië   | 24–29 | Spanje    |      |
| 12 augustus | 09:30 | 14:30       | Rio de Janeiro | Angola     | 24–28 | Brazilië  |      |
| 14 augustus | 09:30 | 14:30       | Rio de Janeiro | Montenegro | 23–29 | Brazilië  |      |
| Kwartfinale |       |             | Rio de Janeiro |            |       |           |      |
| 16 augustus | 10:00 | 15:00       | Rio de Janeiro | Brazilië   | 23–32 | Nederland |      |

### Hockey
| Olympiër | Onderdeel | Resultaat | Prestatie |
| --- | --------- | --------- | --- |
| Stephane Vehrle-Smith Matheus Borges Rodrino Faustino André Patrocínio A Patrick van der Heijden Joaquin Lopez Lucas Paixão Rodrigo Steimbach Bruno Mandonça Yuri van der Heijden Thiago Dantas Christoffer Mcpherson Paulo Batista Bruno Paes Ernst Rost Onnes Adam Imer | mannen    | 12e       | groep A: 6e V van Spanje: 0-7 V van België: 0-12 V van Groot-Brittannië: 1-9 V van Nieuw-Zeeland: 0-9 V van Australië: 0-9 |

| Groep A |                  |             |             |             |             |            |            |            |        |
| #       | Land             | Wedstrijden | Wedstrijden | Wedstrijden | Wedstrijden | Doelpunten | Doelpunten | Doelpunten | Punten |
| #       | Land             | G           | W           | G           | V           | V          | T          | Saldo      | Punten |
| 1       | België           | 5           | 4           | 0           | 1           | 21         | 5          | +16        | 12     |
| 2       | Spanje           | 5           | 3           | 1           | 1           | 13         | 6          | +7         | 10     |
| 3       | Australië        | 5           | 3           | 0           | 2           | 13         | 4          | +9         | 9      |
| 4       | Nieuw-Zeeland    | 5           | 2           | 1           | 2           | 17         | 8          | +9         | 7      |
| 5       | Groot-Brittannië | 5           | 0           | 2           | 3           | 14         | 10         | +4         | 4      |
| 6       | Brazilië         | 5           | 0           | 5           | 0           | 1          | 46         | –45        | 0      |

| Ronde       | Datum | Lokale tijd | MEZT           | Plaats        | Land | Score            | Land |
| ----------- | ----- | ----------- | -------------- | ------------- | ---- | ---------------- | ---- |
| Groepsfase  |       |             |                |               |      |                  |      |
| 6 augustus  | 19:30 | 00:30       | Rio de Janeiro | Spanje        | 7–0  | Brazilië         |      |
| 7 augustus  | 19:30 | 00:30       | Rio de Janeiro | Brazilië      | 0–12 | België           |      |
| 9 augustus  | 18:00 | 23:00       | Rio de Janeiro | Brazilië      | 1–9  | Groot-Brittannië |      |
| 10 augustus | 19:30 | 00:30       | Rio de Janeiro | Nieuw-Zeeland | 9–0  | Brazilië         |      |
| 12 augustus | 20:30 | 01:30       | Rio de Janeiro | Australië     | 9–0  | Brazilië         |      |

### Judo
| Olympiër               | Onderdeel  | Resultaat | Prestatie |
| ---------------------- | ---------- | --------- | --- |
| Felipe Kitadai         | –60kg (m)  | 7e        | 1e ronde: vrij 2e ronde: W van FRA Khyar: yuko 3e ronde: W van GER Englmaier: yuko kwartfinale: V van AZE Safarov: ippon herkansingen: V van UZB Oerozbojev: ippon                          |
| Charles Chibana        | –66kg (m)  | 17e       | 1e ronde: vrij 2e ronde: V van JPN Ebinuma: ippon |
| Alex Pombo             | –73kg (m)  | 17e       | 1e ronde: vrij 2e ronde: V van CHN Yinjirigala: yuko |
| Victor Penalber        | –81kg (m)  | 9e        | 1e ronde: vrij 2e ronde: W van MOZ Acácio: ippon 3e ronde: V van UAE Toma: ippon |
| Tiago Camilo           | –90kg (m)  | 9e        | 1e ronde: vrij 2e ronde: W van RSA Piontek: ippon 3e ronde: V van AZE Mehdiyev: waza-ari |
| Rafael Buzacarini      | –100kg (m) | 9e        | 1e ronde: vrij 2e ronde: W van URU Aprahamian: ippon 3e ronde: V van JPN Haga: shido |
| Rafael Silva           | +100kg (m) | Brons     | 1e ronde: W van HON Pileta: ippon 2e ronde: W van RUS Sajdov: ippon kwartfinale: V van FRA Riner: waza-ari herkansingen: W van NED Meyer: shido bronzen finale: W van UZB Tangrijev: yuko   |
|                        |            |           | |
| Sarah Menezes          | –48kg (v)  | 7e        | 1e ronde: vrij 2e ronde: W van BEL Van Snick: yuko kwartfinale: V van CUB Mestre: shido herkansingen: V van MGL Urantsetseg: ippon                                                          |
| Érika Miranda          | –52kg (v)  | 5e        | 1e ronde: vrij 2e ronde: W van TUN Ayari: ippon kwartfinale: V van CHN Ma: waza-ari herkansingen: W van ROU Chițu: ippon bronzen finale: V van JPN Nakamura: yuko                           |
| Rafaela Silva          | –57kg (v)  | Goud      | 1e ronde: W van GER Roper: shido 2e ronde: W van KOR Kim: waza-ari kwartfinale: W van HUN Karakas: waza-ari halve finale: W van ROU Căprioriu: waza-ari finale: W van MGL Sumiyaa: waza-ari |
| Mariana Silva          | –63kg (v)  | 5e        | 1e ronde: W van GHA Szögedi: ippon 2e ronde: W van GER Trajdos: yuko kwartfinale: W van ISR Gerbi: yuko halve finale: V van SLO Trstenjak: ippon bronzen finale: V van NED Van Emden: yuko  |
| Maria Portela          | –70kg (v)  | 17e       | 1e ronde: W van MAR Niang: yuko 2e ronde: V van AUT Graf: shido |
| Mayra Aguiar           | –78kg (v)  | Brons     | 1e ronde: vrij 2e ronde: W van AUS Giambelli: ippon kwartfinale: W van GER Malzahn: shido halve finale: V van FRA Tcheuméo: shido bronzen finale: W van CUB Castillo: yuko                  |
| Maria Suellen Altheman | +78 kg (v) | 9e        | 1e ronde: vrij 2e ronde: V van KOR Kim: yuko |

### Kanovaren
| Olympiër                                                   | Onderdeel     | Resultaat | Prestatie                                                                       |
| Slalom                                                     | Slalom        | Slalom    | Slalom                                                                          |
| ---------------------------------------------------------- | ------------- | --------- | ------------------------------------------------------------------------------- |
| Felipe Borges                                              | C-1 (m)       | 16e       | voorronde: 16e in 105,14 (16e)                                                  |
| Charles Corrêa Anderson Oliveira                           | C-2 (m)       | 11e       | voorronde: 7e in 106,14 halve finale: 11e in 116,49                             |
| Pedro Gonçalves                                            | K-1 (m)       | 6e        | voorronde: 5e in 88,48 halve finale: 10e in 95,68 finale: 91,54 (6e)            |
|                                                            |               |           |                                                                                 |
| Ana Sátila                                                 | K-1 (v)       | 17e       | voorronde: 17e in 110,80                                                        |
| Vlakwater                                                  |               |           |                                                                                 |
| Isaquias Queiroz                                           | C-1 200m (m)  | Brons     | serie 2: 2e in 40,522 halve finale 1: 1e in 39,659 finale: 3e in 39,628         |
| Isaquias Queiroz                                           | C-1 1000m (m) | Zilver    | serie 2: 1e in 3.59,615 finale: 2e in 3.58,529 (2e)                             |
| Isaquias Queiroz Erlon Silva                               | C-2 1000m (m) | Zilver    | serie 1: 1e in 3.33,269 finale: 2e in 3.44,819                                  |
| Edson Silva                                                | K-1 200m (m)  | 20e       | serie 1: 7e in 35,665                                                           |
| Gilvan Ribeiro Edson Silva                                 | K-2 200m (m)  | 10e       | serie 1: 5e in 33,021 halve finale 2: 4e in 33,359 finale B: 2e in 33,992       |
| Roberto Maehler Celso Oliveira Gilvan Ribeiro Vagner Souta | K-4 1000m (m) | 13e       | serie 1: 6e in 3.04,804 halve finale 2: 6e in 3.09,220 finale B: 5e in 3.13,337 |
|                                                            |               |           |                                                                                 |
| Ana Paula Vergutz                                          | K-1 200m (v)  | 23e       | serie 3: 6e in 44,239 halve finale 1: 8e in 44,362                              |
| Ana Paula Vergutz                                          | K-1 500m (v)  | 23e       | serie 2: 6e in 2.00,680                                                         |

### Moderne vijfkamp
| Olympiër          | Onderdeel | Resultaat | Prestatie |
| ----------------- | --------- | --------- | --- |
| Felipe Nascimento | mannen    | 31e       | schermen: 35e met 9 overwinningen (155 punten) zwemmen: 20e in 2.05,39 (324 punten) paardensport: 31e met 49 strafpunten (251 punten) atletiek/schietsport: 33e in 12.15,59 (565 punten) totaal: 1295 punten |
|                   |           |           | |
| Yane Marques VO   | vrouwen   | 23e       | schermen: 23e met 16 overwinningen (196 punten) zwemmen: 9e in 2.14,30 (298 punten) paardensport: 16e met 14 strafpunten (286 punten) atletiek/schietsport: 33e in 13.31,64 (489 punten) totaal: 1269 punten |

### Paardensport
| Olympiër                                                               | Onderdeel   | Resultaat | Prestatie |
| Dressuur                                                               | Dressuur    | Dressuur  | Dressuur |
| ---------------------------------------------------------------------- | ----------- | --------- | --- |
| Luiza Almeida                                                          | individueel | 49e       | Grand Prix: 49e met 66,914 punten |
| Pedro de Almeida                                                       | individueel | 53e       | Grand Prix: 53e met 65,714 punten |
| João Victor Marcari Oliva                                              | individueel | 46e       | Grand Prix: 46e met 68,071 punten |
| Giovanna Pass                                                          | individueel | 47e       | Grand Prix: 47e met 67,700 punten |
| Luiza Almeida Pedro de Almeida João Victor Marcari Oliva Giovanna Pass | team        | 10e       | Grand Prix: 10e met 67,562 punten |
| Eventing                                                               |             |           | |
| Márcio Appel                                                           | individueel | 39e       | dressuur: 59e met 57,20 strafpunten crosscountry: 38e met 64,40 strafpunten springconcours: 43e met 16 strafpunten totaal: 137,60 strafpunten                                                                                        |
| Ruy Fonseca                                                            | individueel | 47e       | dressuur: 26e met 46,80 strafpunten crosscountry: 48e met 112 strafpunten |
| Márcio Jorge                                                           | individueel | 25e       | dressuur: 44e met 50 strafpunten crosscountry: 20e met 20 strafpunten springconcours: 35e met 10 strafpunten springconcours F: 23e met 8 strafpunten totaal: 88 strafpunten                                                          |
| Carlos Paro                                                            | individueel | 18e       | dressuur: 33e met 47,30 strafpunten crosscountry: 8e met 4 strafpunten springconcours: 38e met 12 strafpunten springconcours F: 25e met 12 strafpunten totaal: 75,30 strafpunten                                                     |
| Márcio Appel Ruy Fonseca Márcio Jorge Carlos Paro                      | Team        | 7e        | dressuur: 9e met 144,10 strafpunten crosscountry: 6e met 88,40 strafpunten springconcours: 12e met 38 strafpunten totaal: 280,90 strafpunten                                                                                         |
| Springconcours                                                         |             |           | |
| Stephan Barcha                                                         | individueel | DSQ       | kwalificatie: 1e ronde: 1e met 0 strafpunten 2e ronde: gediskwalificeerd |
| Álvaro de Miranda Neto                                                 | individueel | 9e        | kwalificatie: 7e 1e ronde: 1e met 0 strafpunten 2e ronde: 1e met 0 strafpunten 3e ronde: 17e met 4 strafpunten totaal: 4 strafpunten finale: 9e 1e ronde: 16e met 4 strafpunten 2e ronde: 1e met 0 strafpunten totaal: 4 strafpunten |
| Eduardo Menezes                                                        | individueel | 28e       | kwalificatie: 18e 1e ronde: 25e met 4 strafpunten 2e ronde: 1e met 0 strafpunten 3e ronde: 17e met 4 strafpunten totaal: 8 strafpunten finale: 1e ronde: 28e met 8 strafpunten                                                       |
| Pedro Veniss                                                           | individueel | 16e       | kwalificatie: 13e 1e ronde: 1e met 0 strafpunten 2e ronde: 1e met 0 strafpunten 3e ronde: 24e met 5 strafpunten totaal: 5 strafpunten finale: 1e ronde: 16e met 4 strafpunten 2e ronde: 10e met 1 strafpunt totaal: 5 strafpunten    |
| Stephan Barcha Álvaro de Miranda Neto Eduardo Menezes Pedro Veniss     | team        | 5e        | 1e ronde: 1e met 0 strafpunten 2e ronde: 7e met 13 strafpunten totaal: 13 strafpunten |

### Roeien
| Olympiër                      | Onderdeel              | Resultaat | Prestatie |
| ----------------------------- | ---------------------- | --------- | --- |
| William Giaretton Xavier Vela | lichte dubbel-twee (m) | 14e       | serie 4: 5e in 6.31,13 (5e) herkansingen: 5e in 7.13,60 halve finale C/D: 1e in 7.27,34 finale C: 2e in 6.44,80 |
|                               |                        |           | |
| Vanessa Cozzi Fernanda Nunes  | lichte dubbel-twee (v) | 15e       | series 3: 3e in 7.20,79 herkansingen: 5e in 8.15,53 halve finale C/D: 2e in 8.14,06 finale C: 3e in 7.44,78     |

### Rugby

#### Mannen
| Olympiër | Onderdeel | Resultaat | Prestatie |
| --- | --------- | --------- | --- |
| Gustavo Albuquerque Arthur Bergo Laurent Bourda-Couhet Lucas Duque A Moisés Duque Juliano Fiori Stefano Giantorno Daniel Sancery Felipe Sancery Martin Schaefer André Silva Felipe Silva | mannen    | 12e       | groep A: 4e V van Fiji: 12-40 V van Verenigde Staten: 0-26 V van Argentinië: 0-31 9-12e plek: V van de Verenigde Staten: 12-24 11-12e plek: V van Kenia: 0-24 |

| Groep A |                  |             |             |             |            |            |            |        |
| #       | Land             | Wedstrijden | Wedstrijden | Wedstrijden | Doelpunten | Doelpunten | Doelpunten | Punten |
| #       | Land             | G           | W           | V           | V          | T          | Saldo      | Punten |
| 1       | Fiji             | 3           | 0           | 0           | 85         | 45         | +40        | 9      |
| 2       | Argentinië       | 2           | 0           | 1           | 62         | 35         | +27        | 7      |
| 3       | Verenigde Staten | 1           | 0           | 2           | 59         | 41         | +18        | 5      |
| 4       | Brazilië         | 0           | 0           | 3           | 12         | 97         | –85        | 3      |

| Ronde       | Datum | Lokale tijd | MEZT           | Plaats           | Land  | Score    | Land |
| ----------- | ----- | ----------- | -------------- | ---------------- | ----- | -------- | ---- |
| Groepsfase  |       |             |                |                  |       |          |      |
| 9 augustus  | 13:30 | 18:30       | Rio de Janeiro | Fiji             | 40–12 | Brazilië |      |
| 9 augustus  | 18:00 | 23:00       | Rio de Janeiro | Verenigde Staten | 26–0  | Brazilië |      |
| 10 augustus | 13:00 | 18:00       | Rio de Janeiro | Argentinië       | 31–0  | Brazilië |      |
| 9-12e plek  |       |             | Rio de Janeiro |                  |       |          |      |
| 10 augustus | 16:00 | 21:00       | Rio de Janeiro | Verenigde Staten | 24–12 | Brazilië |      |
| 11-12e plek |       |             | Rio de Janeiro |                  |       |          |      |
| 11 augustus | 12:30 | 17:30       | Rio de Janeiro | Brazilië         | 0–24  | Kenia    |      |

#### Vrouwen
| Olympiër | Onderdeel | Resultaat | Prestatie |
| --- | --------- | --------- | --- |
| Amanda Araújo Tais Balconi Luiza Campos Isadora Cerullo Juliana Esteves Beatriz Futuro Paula Ishibashi A Raquel Kochhann Edna Santini Júlia Sardá Haline Scatrut Cláudia Teles | vrouwen   | 9e        | groep C: 3e V van Groot-Brittannië: 3-29 V van Canada: 0-38 W van Japan: 26-10 9-12e plek: W van Colombia: 24-0 9-10e plek: W van Japan: 33-5 |

| Groep C |                  |             |             |             |            |            |            |        |
| #       | Land             | Wedstrijden | Wedstrijden | Wedstrijden | Doelpunten | Doelpunten | Doelpunten | Punten |
| #       | Land             | G           | W           | V           | V          | T          | Saldo      | Punten |
| 1       | Groot-Brittannië | 3           | 0           | 0           | 91         | 3          | +88        | 9      |
| 2       | Canada           | 2           | 0           | 1           | 83         | 22         | +61        | 7      |
| 3       | Brazilië         | 1           | 0           | 2           | 29         | 77         | –48        | 5      |
| 4       | Japan            | 0           | 0           | 3           | 10         | 111        | –101       | 3      |

| Ronde      | Datum | Lokale tijd | MEZT           | Plaats           | Land  | Score    | Land |
| ---------- | ----- | ----------- | -------------- | ---------------- | ----- | -------- | ---- |
| Groepsfase |       |             |                |                  |       |          |      |
| 6 augustus | 12:00 | 18:00       | Rio de Janeiro | Groot-Brittannië | 29–3  | Brazilië |      |
| 6 augustus | 17:30 | 22:30       | Rio de Janeiro | Canada           | 38–0  | Brazilië |      |
| 7 augustus | 12:00 | 17:00       | Rio de Janeiro | Brazilië         | 26–10 | Japan    |      |
| 9-12e plek |       |             | Rio de Janeiro |                  |       |          |      |
| 7 augustus | 16:00 | 21:00       | Rio de Janeiro | Brazilië         | 24–0  | Colombia |      |
| 9-10e plek |       |             | Rio de Janeiro |                  |       |          |      |
| 8 augustus | 13:00 | 18:00       | Rio de Janeiro | Brazilië         | 33–5  | Japan    |      |

### Schermen
| Olympiër                                             | Onderdeel       | Resultaat | Prestatie |
| ---------------------------------------------------- | --------------- | --------- | --- |
| Nicolas Ferreira                                     | degen (m)       | 33e       | 1e ronde: V van VEN Limardo: 7–15 |
| Guilherme Melaragno                                  | degen (m)       | 33e       | 1e ronde: V van CHN Jiao: 13–15 |
| Athos Schwantes                                      | degen (m)       | 17e       | 1e ronde: W van CZE Beran: 8–6 2e ronde: V van FRA Grumier: 7–15                                                                       |
| Nicolas Ferreira Guilherme Melaragno Athos Schwantes | degen team (m)  | 9e        | 1e ronde: V van Venezuela: 24–45 |
| Henrique Marques                                     | floret (m)      | 33e       | 1e ronde: V van EGY Essam: 8–15 |
| Ghislain Perrier                                     | floret (m)      | 17e       | 1e ronde: vrij 2e ronde: V van CHN Ma: 14–15                                                                                           |
| Guilherme Toldo                                      | floret (m)      | 5e        | 1e ronde: W van AUT Pranz: 15–14 2e ronde: W van JPN Ota: 15–13 3e ronde: W van HKG Cheung: 15–10 kwartfinale: V van ITA Garozzo: 8–15 |
| Henrique Marques Ghislain Perrier Guilherme Toldo    | floret team (m) | 8e        | kwartfinale: V van Italië: 27–45 5-8e plek: V van China: 41–43 7-8e plek: V van Egypte: 39–45                                          |
| Renzo Agresta                                        | sabel (m)       | 17e       | 1e ronde: V van GEO Bazadze: 3–15 |
|                                                      |                 |           | |
| Rayssa Costa                                         | degen (v)       | 17e       | 1e ronde: W van SUI Géroudet: 15–12 2e ronde V van TUN Besbes: 8–15                                                                    |
| Nathalie Moellhausen                                 | degen (v)       | 5e        | 1e ronde: vrij 2e ronde: W van USA Hurey: 15–12 3e ronde: W van FRA Candassamy: 15–12 kwartfinale: V van FRA Rembi: 12–15              |
| Amanda Simeão                                        | degen (v)       | 33e       | 1e ronde: V van FRA Candassamy: 6–15                                                                                                   |
| Rayssa Costa Nathalie Moellhausen Amanda Simeão      | degen team (v)  | 9e        | 1e ronde: V van Oekraïne: 32–45 |
| Bia Bulcão                                           | floret (v)      | 17e       | 1e ronde: W van ROU Călugăreanu: 15–12 2e ronde: V van RUS Deriglazova: 6–15                                                           |
| Taís Rochel                                          | floret (v)      | 17e       | 1e ronde: W van KSA Al-Omair: 15–0 2e ronde: V van RUS Sjanajeva: 13–15                                                                |
| Marta Baeza                                          | sabel (v)       | 33e       | 1e ronde: V van POL Jóźwiak: opgave |

### Schietsport
| Olympiër          | Onderdeel                  | Resultaat | Prestatie                                                                       |
| ----------------- | -------------------------- | --------- | ------------------------------------------------------------------------------- |
| Cassio Rippel     | 50m geweer 3 houdingen (m) | 44e       | kwalificatie: 44e met 1129 punten (387-395-347)                                 |
| Cassio Rippel     | 50m liggend (m)            | 26e       | kwalificatie: 26e met 621,3 punten (105,3-104,2-103,2-102,4-102,7)              |
| Júlio Almeida     | 50m pistool (m)            | 30e       | kwalificatie: 30e met 542 punten (88-90-91-90-90-93)                            |
| Felipe Almeida Wu | 50m pistool (m)            | 39e       | kwalificatie: 39e met 533 punten (92-88-87-88-89-89)                            |
| Emerson Duarte    | 25m snelvuurpistool (m)    | 13e       | kwalificatie: 13e met 578 punten (98-97-90-99-100-94)                           |
| Júlio Almeida     | 10m luchtpistool (m)       | 13e       | kwalificatie: 13e met 577 punten (97-94-96-97-96-97)                            |
| Felipe Almeida Wu | 10m luchtpistool (m)       | Zilver    | kwalificatie: 7e met 580 punten (96-95-99-97-97-96) finale: 2e met 202,1 punten |
| Renato Portela    | skeet (m)                  | 22e       | kwalificatie: 22e met 116 punten (24-22-21-25-24)                               |
| Roberto Schmits   | trap (m)                   | 15e       | kwalificatie: 15e met 115 punten (24-24-23-21-23)                               |
|                   |                            |           |                                                                                 |
| Rosane Ewald      | 50m geweer 3 houdingen (v) | 37e       | kwalificatie: 37e met 550 punten (171-194-185)                                  |
| Rosane Ewald      | 10m luchtgeweer (v)        | 50e       | kwalificatie: 50e met 396,90 punten (100-95,6-100,9-100,4)                      |
| Daniela Carraro   | skeet (v)                  | 21e       | kwalificatie: 21e met 58 punten (19-19-20)                                      |
| Janice Teixeira   | trap (v)                   | 21e       | kwalificatie: 21e met 60 punten (22-21-17)                                      |

### Schoonspringen
| Olympiër                         | Onderdeel               | Resultaat | Prestatie                                                                                     |
| -------------------------------- | ----------------------- | --------- | --------------------------------------------------------------------------------------------- |
| César Castro                     | 3m plank (m)            | 9e        | voorronde: 14e met 398,85 punten halve finale: 6e met 442,45 punten finale: 9e met 436 punten |
| Hugo Parisi                      | 10m toren (m)           | 16e       | voorronde: 13e met 422,45 puneten halve finale: 16e met 417,15 punten                         |
| Ian Matos Luiz Outerelo          | 3m plank synchroon (m)  | 8e        | finale: 8e met 332,61 punten                                                                  |
| Hugo Parisi Jackson Rondinelli   | 10m toren synchroon (m) | 8e        | finale: 8e met 368,52 punten                                                                  |
|                                  |                         |           |                                                                                               |
| Juliana Veloso                   | 3m plank (v)            | 27e       | voorronde: 27e met 240,90 punten                                                              |
| Ingrid Oliveira                  | 10m toren (v)           | 22e       | voorronde: 22e met 281,90 punten                                                              |
| Tammy Galera Juliana Veloso      | 3m plank synchroon (v)  | 8e        | finale: 8e met 258,75 punten                                                                  |
| Ingrid Oliveira Giovanna Pedroso | 10m toren synchroon (v) | 8e        | finale: 8e met 280,98 punten                                                                  |

### Synchroonzwemmen
| Olympiër | Onderdeel | Resultaat | Prestatie |
| --- | --------- | --------- | --- |
| Luisa Borges Maria Eduarda Micucci | duet      | 13e       | kwalificatie: 13e technische routine: 14e met 83,3008 punten vrije routine: 13e met 84,0333 punten totaal: 167,3341 punten |
| Luisa Borges Maria Bruno Maria Clara Lobo Beatriz Feres Branca Feres Maria Eduarda Micucci Lorena Molinos Pamela Nogueira Lara Teixeira | team      | 6e        | technische routine: 6e met 84,7985 punten vrije routine: 6e met 87,2 punten totaal: 171,9985 punten                        |

### Taekwondo
| Olympiër          | Onderdeel | Resultaat | Prestatie |
| ----------------- | --------- | --------- | --- |
| Venilton Teixeira | –58kg (m) | 9e        | 1e ronde: W van ISR Atias: 16–2 kwartfinale: V van MEX Navarro: 5–8                                                                           |
| Maicon Andrade    | +80kg (m) | Brons     | 1e ronde: W van USA Lambdin: 9–7 kwartfinale: V van NIG Issoufou: 1–6 herkansingen: W van FRA N'diaye: 5–2 bronzen finale: W van GBR Cho: 5–4 |
|                   |           |           | |
| Iris Sing         | –49kg (v) | 9e        | 1e ronde: W van NZL Kilday: 7–5 kwartfinale: V van MEX Manjarrez: 4–14                                                                        |
| Júlia Vasconcelos | –57kg (v) | 17e       | 1e ronde: V van FIN Mikkonen: 9–10 |

### Tafeltennis
| Olympiër                                      | Onderdeel     | Resultaat | Prestatie |
| --------------------------------------------- | ------------- | --------- | --- |
| Hugo Calderano                                | enkelspel (m) | 9e        | voorronde: vrij 1e ronde: W van CUB Pereira: 4-0 (11–6, 11–7, 11–7, 11–4) 2e ronde: W van SWE Gerell: 4-1 (13–11, 11–9, 11–7, 9–11, 13–11) 3e ronde: W van HKG Peng: 4-2 (8–11, 14–12, 11–7, 4–11, 12–10, 11–7) 4e ronde: V van JPN Mizutani: 2-4 (5–11, 6–11, 13–11, 11–8, 8–11, 10–12) |
| Gustavo Tsuboi                                | enkelspel (m) | 49e       | voorronde: vrij 1e ronde: V van CGO Wang: 0-4 (7–11, 9–11, 4–11, 11–13) |
| Hugo Calderano Cazuo Matsumoto Gustavo Tsuboi | team (m)      | 9e        | 1e ronde: V van Zuid-Korea: 0-3 |
|                                               |               |           | |
| Caroline Kumahara                             | enkelspel (v) | 49e       | voorronde: W van AUS Tapper: 4-2 (11–4, 8–11, 11–5, 11–6, 9–11, 11–8) 1e ronde: V van LUX Ni: 3-4 (10–12, 16–14, 11–8, 11–9, 8–11, 3–11, 12–14) |
| Lin Gui                                       | enkelspel (v) | 33e       | voorronde: vrij 1e ronde: W van ESP Dvorak: 4-2 (11–1, 5–11, 11–6, 3–11, 11–9, 11–6) 2e ronde: V van ROU Samara: 0-4 (6–11, 9–11, 3–11, 10–12) |
| Caroline Kumahara Lin Gui Bruna Takahashi     | team (v)      | 9e        | 1e ronde: V van China: 0-3 |

### Tennis
| Olympiër                                 | Onderdeel      | Resultaat | Prestatie |
| ---------------------------------------- | -------------- | --------- | --- |
| Thomaz Bellucci                          | enkelspel (m)  | 5e        | 1e ronde: W van GER Brown: 4–6, 5–4, opgave 2e ronde: W van URU Cuevas: 6–2, 4–6, 6–3 3e ronde: W van BEL Goffin: 7–610, 6–4 kwartfinale: V van ESP Nadal: 6–2, 4–6, 2–6 |
| Rogério Dutra Silva                      | enkelspel (m)  | 17e       | 1e ronde: W van ITA Fabbiano: 7–64, 6–1 2e ronde: V van FRA Monfils: 2–6, 4–6                                                                                            |
| Thomaz Bellucci André Sá                 | dubbelspel (m) | 9e        | 1e ronde: W van GBR A Murray/J Murray: 7–66, 7–614 2e ronde: V van ITA Fognini/Seppi: 7–5, 5–7, 3–6                                                                      |
| Marcelo Melo Bruno Soares                | dubbelspel (m) | 5e        | 1e ronde: W van THA S Ratiwatana/S Ratiwatana: 6–0, 7–61 2e ronde: W van SRB Đoković/Zimonjić: 6–4, 6–4 kwartfinale: V van ROU Mergea/Tecău: 4–6, 7–5, 2–6               |
|                                          |                |           | |
| Teliana Pereira                          | enkelspel (v)  | 33e       | 1e ronde: V van FRA Garcia: 1–6, 2–6 |
| Paula Cristina Gonçalves Teliana Pereira | dubbelspel (v) | 17e       | 1e ronde: V van ESP Muguruza/Suárez Navarro: 66–7, 2–6 |
|                                          |                |           | |
| Teliana Pereira Marcelo Melo             | dubbelspel (g) | 5e        | 1e ronde: W van FRA Garcia/Mahut: 7–6(4), 7–6(1) kwartfinale: V van USA Mattek-Sands/Sock: 4–6, 4–6                                                                      |

### Triatlon
| Olympiër         | Onderdeel | Resultaat | Prestatie |
| ---------------- | --------- | --------- | --------- |
| Diogo Sclebin    | mannen    | 41e       | 1:52.32   |
|                  |           |           |           |
| Pâmella Oliveira | vrouwen   | 40e       | 2:04.03   |

### Voetbal

#### Mannen
| Olympiër | Onderdeel | Resultaat | Prestatie |
| --- | --------- | --------- | --- |
| Weverton D Zeca Uilson Rodrigo Caio Luan Garcia Teixeira Douglas Santos Marquinhos William de Asevedo Furtado Felipe Anderson Rafinha Walace Thiago Maia Rodrigo Dourado Renato Augusto D Neymar A D Gabriel Jesus Gabriel Barbosa Luan Vieira | mannen    | Goud      | groep A: 1e G tegen Zuid-Afrika: 0-0 G tegen Irak: 0-0 W van Denemarken: 4-0 kwartfinale: W van Colombia: 2-0 halve finale: W van Honduras: 6-0 finale: W van Duitsland: 1-1 (5-4 na strafschoppen) |

| Groep A |             |             |             |             |             |            |            |            |        |
| #       | Land        | Wedstrijden | Wedstrijden | Wedstrijden | Wedstrijden | Doelpunten | Doelpunten | Doelpunten | Punten |
| #       | Land        | G           | W           | G           | V           | V          | T          | Saldo      | Punten |
| 1       | Brazilië    | 3           | 1           | 2           | 0           | 4          | 0          | +4         | 5      |
| 2       | Denemarken  | 3           | 1           | 1           | 1           | 1          | 4          | –3         | 4      |
| 3       | Irak        | 3           | 0           | 3           | 0           | 1          | 1          | 0          | 3      |
| 4       | Zuid-Afrika | 3           | 0           | 2           | 1           | 1          | 2          | –1         | 2      |

| Ronde        | Datum | Lokale tijd | MEZT           | Plaats     | Land           | Score       | Land |
| ------------ | ----- | ----------- | -------------- | ---------- | -------------- | ----------- | ---- |
| Groepsfase   |       |             |                |            |                |             |      |
| 4 augustus   | 16:00 | 21:00       | Brasilia       | Brazilië   | 0–0            | Zuid-Afrika |      |
| 7 augustus   | 22:00 | 03:00       | Brasilia       | Brazilië   | 0–0            | Irak        |      |
| 10 augustus  | 22:00 | 03:00       | Salvador       | Denemarken | 0–4            | Brazilië    |      |
| Kwartfinale  |       |             |                |            |                |             |      |
| 13 augustus  | 22:00 | 03:00       | São Paulo      | Brazilië   | 2–0            | Colombia    |      |
| Halve finale |       |             |                |            |                |             |      |
| 17 augustus  | 16:00 | 21:00       | Rio de Janeiro | Brazilië   | 6–0            | Honduras    |      |
| Finale       |       |             |                |            |                |             |      |
| 20 augustus  | 17:30 | 22:30       | Rio de Janeiro | Brazilië   | 1–1 (5–4 n.s.) | Duitsland   |      |

#### Vrouwen
| Olympiër | Onderdeel | Resultaat | Prestatie |
| --- | --------- | --------- | --- |
| Bárbara Aline Monica Hickmann Alves Rafaelle Souza Bruna Benites Érika Fabiana da Silva Simões Poliana Barbosa Medeiros Tamires Cássia Dias Gomes Formiga Thaisa Andressa Cavalari Machry Marta A Débora Cristiane de Oliveira Cristiane Rozeira Andressa Alves da Silva Beatriz Zaneratto João Raquel Fernandes | vrouwen   | 4e        | groep E: 1e W van China: 3-0 W van Zweden: 5-1 G tegen Zuid-Afrika: 0-0 kwartfinale: W van Australië: 0-0 (7-6 na strafschoppen) halve finale: V van Zweden: 0-0 (3-4 na strafschoppen) bronzen finale: V van Canada: 1-2 |

| Groep E |             |             |             |             |             |            |            |            |        |
| #       | Land        | Wedstrijden | Wedstrijden | Wedstrijden | Wedstrijden | Doelpunten | Doelpunten | Doelpunten | Punten |
| #       | Land        | G           | W           | G           | V           | V          | T          | Saldo      | Punten |
| 1       | Brazilië    | 3           | 2           | 1           | 0           | 8          | 1          | +7         | 7      |
| 2       | China       | 3           | 1           | 1           | 1           | 2          | 3          | –1         | 4      |
| 3       | Zweden      | 3           | 1           | 1           | 1           | 2          | 5          | –3         | 4      |
| 4       | Zuid-Afrika | 3           | 0           | 1           | 2           | 0          | 3          | –3         | 1      |

| Ronde          | Datum | Lokale tijd | MEZT           | Plaats      | Land           | Score     | Land |
| -------------- | ----- | ----------- | -------------- | ----------- | -------------- | --------- | ---- |
| Groepsfase     |       |             |                |             |                |           |      |
| 3 augustus     | 16:00 | 21:00       | Rio de Janeiro | Brazilië    | 3–0            | China     |      |
| 6 augustus     | 22:00 | 03:00       | Rio de Janeiro | Brazilië    | 5–1            | Zweden    |      |
| 9 augustus     | 21:00 | 02:00       | Manaus         | Zuid-Afrika | 0–0            | Brazilië  |      |
| Kwartfinale    |       |             |                |             |                |           |      |
| 12 augustus    | 22:00 | 03:00       | Belo Horizonte | Brazilië    | 0–0 (7–6 n.s.) | Australië |      |
| Halve finale   |       |             |                |             |                |           |      |
| 16 augustus    | 16:00 | 21:00       | Rio de Janeiro | Brazilië    | 0–0 (3–4 n.s.) | Zweden    |      |
| Bronzen finale |       |             |                |             |                |           |      |
| 19 augustus    | 13:00 | 18:00       | São Paulo      | Brazilië    | 1–2            | Canada    |      |

### Volleybal

#### Beach
| Olympiër                         | Onderdeel | Resultaat | Prestatie |
| -------------------------------- | --------- | --------- | --- |
| Alison Cerutti Bruno Schmidt     | beach (m) | Goud      | groep A: 2e W van CAN Binstock/Schachter: 2-0 (21-19, 22-20) V van AUT Doppler/Horst: 2-1 (21-23, 21-16, 13-15) W van ITA Carambula/Ranghieri: 2-0 (21-19, 21-16) 2e ronde: W van ESP Gavira/Herrera: 2-0 (24-22, 21-13) kwartfinale: W van USA Dalhausser/Lucena: 2-1 (21-14, 12-21, 15-9) halve finale: W van NED Brouwer/Meeuwsen: 2-1 (21-17, 21-23, 16-14) finale: W van ITA Lupo/Nicolai: 2-0 (21-19, 21-17) |
| Evandro Oliveira Pedro Solberg   | beach (m) | 9e        | groep D: 2e V van CUB Díaz/González: 1-2 (22-24, 23-21, 13-15) V van CAN Saxton/Schalk: 1-2 (21-17, 18-21, 14-16) W van LAT Samoilovs/Šmēdiņš: 2-1 (21-16, 20-22, 15-7) 2e ronde: V van RUS Barsoek/Ljamin: 1-2 (21-16, 14-21, 10-15) |
| Talita Antunes Larissa França    | beach (v) | 4e        | groep A: 1e W van RUS Birlova/Oekolova: 2-1 (21-14, 21-16) W van USA Fendrick/Sweat: 2-0 (21-16, 21-13) W van POL Brzostek/Kołosińska: 2-0 (21-10, 21-15) 2e ronde: W van GER Borger/Büthe: 2-0 (21-17, 21-19) kwartfinale: W van SUI Heidrich/Zumkehr: 2-1 (21-23, 27-25, 15-13) halve finale: V van GER Ludwig/Walkenhorst: 0-2 (18-21, 12-21) bronzen finale: V van USA Ross/Walsh: 1-2 (21-17, 17-21, 9-15)    |
| Ágatha Bednarczuk Bárbara Seixas | beach (v) | Zilver    | groep B: 2e W van CZE Hermannová/Sluková: 2-1 (19-21, 21-17, 15-11) W van ARG Gallay/Klug: 2-10(21-17, 21-11) V van ESP Baquerizo/Fernández: 0-2 (17-21, 20-22) 2e ronde: W van CHN Wang/Yue: 2-0 (21-12, 21-16) kwartfinale: W van RUS Birlova/Oekolova: 2-0 (23-21, 21-16) halve finale: W van USA Ross/Walsh: 2-0 (22-20, 21-18) finale: V van GER Ludwig/Walkenhorst: 0-2 (18-21, 14-21)                       |

#### Indoor
| Olympiër | Onderdeel | Resultaat | Prestatie |
| --- | --------- | --------- | --- |
| Bruno Rezende Éder Carbonera Wallace de Souza William Arjona Sérgio Santos Luiz Felipe Fonteles Maurício Souza Douglas Souza Lucas Saatkamp Evandro Guerra Ricardo Lucarelli Souza Maurício Borges | mannen    | Goud      | groep A: 4e W van Mexico: 3-1 (23-25, 25-19, 25-14, 25-18) W van Canada: 3-1 (24-26, 25-18, 25-22, 25-17) V van de Verenigde Staten: 1-3 (20-25, 23-25, 25-20, 20-25) V van Italië: 1-3 (25-23, 23-25, 22-25, 15-25) W van Frankrijk: 3-1 (25-22, 22-25, 25-20, 25-23) kwartfinale: W van Argentinië: 3-1 (25-22, 17-25, 25-19, 25-23) halve finale: W van Rusland: 3-0 (25-21, 25-20, 25-17) finale: W van Italië: 3-0 (25-22, 28-26, 26-24) |

| # | Ploeg            | Punten | Wedstrijden | Wedstrijden | Wedstrijden | Spelpunten | Spelpunten | Spelpunten | Sets | Sets | Sets  |
| # | Ploeg            | Punten | G           | W           | V           | W          | V          | Ratio      | W    | V    | Ratio |
| - | ---------------- | ------ | ----------- | ----------- | ----------- | ---------- | ---------- | ---------- | ---- | ---- | ----- |
| 1 | Italië           | 12     | 5           | 4           | 1           | 432        | 375        | 1,152      | 13   | 5    | 2,600 |
| 2 | Canada           | 9      | 5           | 3           | 2           | 378        | 378        | 1,000      | 10   | 7    | 1,428 |
| 3 | Verenigde Staten | 9      | 5           | 3           | 2           | 419        | 405        | 1,034      | 10   | 8    | 1,250 |
| 4 | Brazilië         | 9      | 5           | 3           | 2           | 467        | 442        | 1,056      | 11   | 9    | 1,222 |
| 5 | Frankrijk        | 6      | 5           | 2           | 3           | 386        | 367        | 1,051      | 8    | 9    | 0,888 |
| 6 | Mexico           | 0      | 5           | 0           | 5           | 283        | 398        | 0,711      | 1    | 15   | 0,066 |

| Ronde        | Datum | Lokale tijd | MEZT           | Plaats   | Land | Score            | Land |
| ------------ | ----- | ----------- | -------------- | -------- | ---- | ---------------- | ---- |
| Groepsfase   |       |             |                |          |      |                  |      |
| 7 augustus   | 11:35 | 16:35       | Rio de Janeiro | Brazilië | 3–1  | Mexico           |      |
| 9 augustus   | 22:35 | 03:35       | Rio de Janeiro | Brazilië | 3–1  | Canada           |      |
| 11 augustus  | 22:35 | 03:35       | Rio de Janeiro | Brazilië | 1–3  | Verenigde Staten |      |
| 13 augustus  | 22:35 | 03:35       | Rio de Janeiro | Brazilië | 1–3  | Italië           |      |
| 15 augustus  | 22:35 | 03:35       | Rio de Janeiro | Brazilië | 3–1  | Frankrijk        |      |
| Kwartfinale  |       |             | Rio de Janeiro |          |      |                  |      |
| 17 augustus  | 22:15 | 03:15       | Rio de Janeiro | Brazilië | 3–1  | Argentinië       |      |
| Halve finale |       |             | Rio de Janeiro |          |      |                  |      |
| 19 augustus  | 22:15 | 03:15       | Rio de Janeiro | Rusland  | 0–3  | Brazilië         |      |
| Finale       |       |             | Rio de Janeiro |          |      |                  |      |
| 21 augustus  | 13:15 | 18:15       | Rio de Janeiro | Italië   | 0–3  | Brazilië         |      |

| Olympiër | Onderdeel | Resultaat | Prestatie |
| --- | --------- | --------- | --- |
| Fabiana Claudino Juciely Cristina Barreto Dani Lins Adenízia da Silva Thaísa Menezes Jaqueline Carvalho Gabriela Guimarães Natália Pereira Sheilla Castro Fernanda Garay Fabíola de Souza Léia Silva | vrouwen   | 5e        | groep A: 1e W van Kameroen: 3-0 (25-14, 25-21, 25-13) W van Argentinië: 3-0 (25-16, 25-19, 25-11) W van Japan: 3-0 (25-18, 25-18, 25-22) W van Zuid-Korea: 3-0 (25-17, 25-13, 27-25) W van Rusland: 3-0 (25-23, 25-21, 25-21) kwartfinale: V van China: 2-3 (25-15, 23-25, 22-25, 25-22, 13-15) |

| # | Ploeg      | Punten | Wedstrijden | Wedstrijden | Wedstrijden | Spelpunten | Spelpunten | Spelpunten | Sets | Sets | Sets  |
| # | Ploeg      | Punten | G           | W           | V           | W          | V          | Ratio      | W    | V    | Ratio |
| - | ---------- | ------ | ----------- | ----------- | ----------- | ---------- | ---------- | ---------- | ---- | ---- | ----- |
| 1 | Brazilië   | 15     | 5           | 5           | 0           | 377        | 272        | 1,386      | 15   | 0    | —     |
| 2 | Rusland    | 12     | 5           | 4           | 1           | 393        | 323        | 1,216      | 12   | 4    | 3,000 |
| 3 | Zuid-Korea | 9      | 4           | 3           | 2           | 384        | 372        | 1,032      | 10   | 7    | 1,428 |
| 4 | Japan      | 6      | 5           | 2           | 3           | 347        | 364        | 0,953      | 7    | 9    | 0,777 |
| 5 | Argentinië | 2      | 5           | 1           | 4           | 319        | 407        | 0,783      | 3    | 14   | 0,214 |
| 6 | Kameroen   | 1      | 5           | 0           | 5           | 328        | 410        | 0,800      | 2    | 15   | 0,133 |

| Ronde       | Datum | Lokale tijd | MEZT           | Plaats   | Land | Score      | Land |
| ----------- | ----- | ----------- | -------------- | -------- | ---- | ---------- | ---- |
| Groepsfase  |       |             |                |          |      |            |      |
| 6 augustus  | 15:00 | 20:00       | Rio de Janeiro | Brazilië | 3–0  | Kameroen   |      |
| 8 augustus  | 22:35 | 03:35       | Rio de Janeiro | Brazilië | 3–0  | Argentinië |      |
| 10 augustus | 22:35 | 03:35       | Rio de Janeiro | Brazilië | 3–0  | Japan      |      |
| 12 augustus | 22:35 | 03:35       | Rio de Janeiro | Brazilië | 3–0  | Zuid-Korea |      |
| 14 augustus | 22:35 | 03:35       | Rio de Janeiro | Brazilië | 3–0  | Rusland    |      |
| Kwartfinale |       |             | Rio de Janeiro |          |      |            |      |
| 16 augustus | 22:15 | 03:15       | Rio de Janeiro | Brazilië | 2–3  | China      |      |

### Waterpolo

#### Mannen
| Olympiër | Onderdeel | Resultaat | Prestatie |
| --- | --------- | --------- | --- |
| Slobodan Soro Jonas Crivella Rudá Franco Ives González Paulo Salemi Bernardo Gomes Adrián Delgado Felipe Silva Bernardo Rocha Felipe Perrone A Gustavo Guimarães Josip Vrlić Vinicius Antonelli | mannen    | 8e        | groep A: 3e W van Australië: 8-7 W van Japan: 16-8 W van Servië: 6-5 V van Griekenland: 4-9 V van Hongarije: 6-10 kwartfinale: V van Kroatië: 6-10 5-8e plek: V van Hongarije: 4-13 7-8e plek: V van Spanje: 8-9 |

| Groep A |             |             |             |             |            |            |            |        |
| #       | Land        | Wedstrijden | Wedstrijden | Wedstrijden | Doelpunten | Doelpunten | Doelpunten | Punten |
| #       | Land        | W           | G           | V           | V          | T          | Saldo      | Punten |
| 1       | Hongarije   | 2           | 3           | 0           | 57         | 43         | +14        | 7      |
| 2       | Griekenland | 2           | 2           | 1           | 41         | 40         | +1         | 6      |
| 3       | Brazilië    | 3           | 0           | 2           | 40         | 39         | +1         | 6      |
| 4       | Servië      | 2           | 2           | 1           | 49         | 44         | +5         | 6      |
| 5       | Australië   | 2           | 1           | 2           | 44         | 40         | +4         | 5      |
| 6       | Japan       | 0           | 0           | 5           | 36         | 61         | –25        | 0      |

| Ronde       | Datum | Lokale tijd | MEZT           | Plaats      | Land | Score     | Land |
| ----------- | ----- | ----------- | -------------- | ----------- | ---- | --------- | ---- |
| Groepsfase  |       |             |                |             |      |           |      |
| 6 augustus  | 20:50 | 01:50       | Rio de Janeiro | Brazilië    | 8–7  | Australië |      |
| 8 augustus  | 19:30 | 00:30       | Rio de Janeiro | Japan       | 8–16 | Brazilië  |      |
| 10 augustus | 19:30 | 00:30       | Rio de Janeiro | Brazilië    | 6–5  | Servië    |      |
| 12 augustus | 19:30 | 00:30       | Rio de Janeiro | Griekenland | 9–4  | Brazilië  |      |
| 14 augustus | 20:50 | 01:50       | Rio de Janeiro | Brazilië    | 6–10 | Hongarije |      |
| Kwartfinale |       |             | Rio de Janeiro |             |      |           |      |
| 16 augustus | 15:10 | 20:10       | Rio de Janeiro | Brazilië    | 6–10 | Kroatië   |      |
| 5-8e plek   |       |             | Rio de Janeiro |             |      |           |      |
| 18 augustus | 11:00 | 16:00       | Rio de Janeiro | Hongarije   | 13–4 | Brazilië  |      |
| 7-8e plek   |       |             | Rio de Janeiro |             |      |           |      |
| 20 augustus | 11:40 | 16:40       | Rio de Janeiro | Brazilië    | 8–9  | Spanje    |      |

#### Vrouwen
| Olympiër | Onderdeel | Resultaat | Prestatie |
| --- | --------- | --------- | --- |
| Tess Oliveira Diana Abla Marina Zablith A Marina Canetti Lucianne Barroncas Izabella Chiappini Amanda Oliveira Luiza Carvalho Mariana Duarte Camila Pedrosa Viviane Bahia Gabriela Mantellato Victória Chamorro | vrouwen   | 8e        | groep A: 3e V van Italië: 3-9 V van Rusland: 7-14 V van Australië: 3-10 kwartfinale: V van de Verenigde Staten: 3-13 5-8e plek: V van Australië: 4-11 7-8e plek: V van China: 5-10 |

| Groep A |           |             |             |             |            |            |            |        |
| #       | Land      | Wedstrijden | Wedstrijden | Wedstrijden | Doelpunten | Doelpunten | Doelpunten | Punten |
| #       | Land      | W           | G           | V           | V          | T          | Saldo      | Punten |
| 1       | Italië    | 3           | 0           | 0           | 27         | 15         | +12        | 6      |
| 2       | Australië | 2           | 0           | 1           | 31         | 15         | +16        | 4      |
| 3       | Rusland   | 1           | 0           | 2           | 23         | 31         | –8         | 2      |
| 4       | Brazilië  | 0           | 0           | 3           | 13         | 33         | –20        | 0      |

| Ronde       | Datum | Lokale tijd | MEZT           | Plaats    | Land | Score            | Land |
| ----------- | ----- | ----------- | -------------- | --------- | ---- | ---------------- | ---- |
| Groepsfase  |       |             |                |           |      |                  |      |
| 9 augustus  | 10:20 | 15:20       | Rio de Janeiro | Italië    | 9–3  | Brazilië         |      |
| 11 augustus | 09:00 | 14:00       | Rio de Janeiro | Rusland   | 14–7 | Brazilië         |      |
| 13 augustus | 11:40 | 16:40       | Rio de Janeiro | Australië | 10–3 | Brazilië         |      |
| Kwartfinale |       |             | Rio de Janeiro |           |      |                  |      |
| 15 augustus | 14:10 | 19:10       | Rio de Janeiro | Brazilië  | 3–13 | Verenigde Staten |      |
| 5-8e plek   |       |             | Rio de Janeiro |           |      |                  |      |
| 17 augustus | 11:00 | 16:00       | Rio de Janeiro | Australië | 11–4 | Brazilië         |      |
| 7-8e plek   |       |             | Rio de Janeiro |           |      |                  |      |
| 19 augustus | 10:00 | 15:00       | Rio de Janeiro | Brazilië  | 5–10 | China            |      |

### Wielersport
| Olympiër           | Onderdeel        | Resultaat | Prestatie |
| Baan               | Baan             | Baan      | Baan |
| ------------------ | ---------------- | --------- | --- |
| Gideoni Monteiro   | omnium (m)       | 13e       | scratch: 14e (12 punten) individuele achtervolging: 9e in 4.25,808 (24 punten) afvalling: 6e (30 punten) tijdrit: 16e in 1.05,505 (10 punten) vliegende ronde: 15e in 13,569 (12 punten) puntenkoers: 4e (4 punten) totaal: 94 punten |
| BMX                |                  |           | |
| Renato Rezende     | mannen           | 24e       | plaatsingsronde: 16e in 35,404 kwartfinale 1: 8e met 19 punten |
|                    |                  |           | |
| Priscilla Carnaval | vrouwen          | 16e       | plaatsingsronde: 15e in 37,534 halve finale 2: 8e met 22 punten |
| Mountainbike       |                  |           | |
| Henrique Avancini  | mannen           | 23e       | 1:41.18 |
| Rubens Donizete    | mannen           | 30e       | 1:44.01 |
|                    |                  |           | |
| Raiza Goulão       | vrouwen          | 20e       | 1:39.21 |
| Weg                |                  |           | |
| Murilo Fischer     | wegwedstrijd (m) | DNF       | buiten tijd |
| Kléber Ramos       | wegwedstrijd (m) | DNF       | niet gefinisht |
|                    |                  |           | |
| Clemilda Fernandes | wegwedstrijd (v) | DNF       | buiten tijd |
| Flávia Oliveira    | wegwedstrijd (v) | 7e        | 3:51.47 |

### Worstelen
| Olympiër             | Onderdeel   | Resultaat   | Prestatie                                                                           |
| Vrije stijl          | Vrije stijl | Vrije stijl | Vrije stijl                                                                         |
| -------------------- | ----------- | ----------- | ----------------------------------------------------------------------------------- |
| Joice Souza da Silva | –58kg (v)   | 12e         | 1e ronde: vrij 2e ronde: V van KGZ Tynybekova: 8–11                                 |
| Laís Nunes           | –63kg (v)   | 15e         | 1e ronde: V van TUR Şahin: 0–5                                                      |
| Gilda Oliveira       | –69kg (v)   | 10e         | 1e ronde: vrij 2e ronde: W van ISR Kratysh: 6–2 kwartfinale: V van EGY Mostafa: 1–5 |
| Aline Ferreira       | –75kg (v)   | 9e          | 1e ronde: vrij 2e ronde: W van JPN Watari: 4–3 kwartfinale: V van RUS Boekina: 3–4  |
| Grieks-Romeins       |             |             |                                                                                     |
| Eduard Soghomonyan   | –130kg (m)  | 16e         | kwalificatie: V van GEO Kajaia: 0–8                                                 |

### Zeilen
| Olympiër                        | Onderdeel        | Resultaat | Prestatie                                    |
| ------------------------------- | ---------------- | --------- | -------------------------------------------- |
| Ricardo Santos                  | RS:X (m)         | 7e        | 118 punten: (6-9-7-3-16-30-21-9-9-6-9-11-12) |
| Robert Scheidt                  | laser (m)        | 4e        | 89 punten: (23-1-27-4-11-2-4-5-26-11-1)      |
| Jorge Zarif                     | finn (m)         | 4e        | 87 punten: (4-8-11-22-2-19-2-13-15-9-3)      |
| Bruno Bethlem Henrique Haddad   | 470 (m)          | 23e       | 167 punten: (19-23-25-17-22-27-9-11-14-27)   |
| Gabriel Borges Marco Grael      | 49er (m)         | 11e       | 109 punten: (10-11-8-7-19-7-11-17-10-8-5-6)  |
|                                 |                  |           |                                              |
| Patrícia Freitas                | RS:X (v)         | 8e        | 80 punten: (6-8-4-2-13-16-10-1-3-8-8-9-8)    |
| Fernanda Decnop                 | laser radial (v) | 24e       | 163 punten: (14-19-21-19-28-26-16-23-8-18)   |
| Ana Barbachan Fernanda Oliveira | 470 (v)          | 8e        | 76 punten: (5-5-13-10-2-UFD-9-6-13-5-8)      |
| Martine Grael Kahena Kunze      | 49erFX (v)       | Goud      | 48 punten: (9-11-1-10-2-6-3-3-11-2-72-1)     |
|                                 |                  |           |                                              |
| Samuel Albrecht Isabel Swan     | nacra 17 (g)     | 10e       | 117 punten: (17-1-18-9-2-16-12-4-19-7-8-8-8) |

### Zwemmen
| Olympiër                                                                             | Onderdeel             | Resultaat | Prestatie                                                                   |
| ------------------------------------------------------------------------------------ | --------------------- | --------- | --------------------------------------------------------------------------- |
| Ítalo Duarte                                                                         | 50m vrije slag (m)    | 15e       | serie 11: 4e in 21,96 halve finale 2: 8e in 22,05                           |
| Bruno Fratus                                                                         | 50m vrije slag (m)    | 6e        | serie 11: 3e in 21,93 (10e) halve finale 2: 4e in 21,71 finale: 6e in 21,79 |
| Marcelo Chierighini                                                                  | 100m vrije slag (m)   | 8e        | serie 6: 5e in 48,53 halve finale 2: 5e in 48,23 (8e) finale: 8e in 48,41   |
| Nicolas Nilo                                                                         | 100m vrije slag (m)   | 28e       | serie 8: 7e in 49,05                                                        |
| João de Lucca                                                                        | 200m vrije slag (m)   | 25e       | serie 4: 7e in 1.47,63                                                      |
| Nicolas Nilo                                                                         | 200m vrije slag (m)   | DNS       | serie 4: niet gestart                                                       |
| Luiz Altamir Melo                                                                    | 400m vrije slag (m)   | 32e       | serie 3: 2e in 3.50,82                                                      |
| Miguel Valente                                                                       | 1500m vrije slag (m)  | 31e       | serie 2: 5e in 15.22,57                                                     |
| Brandonn Almeida                                                                     | 1500m vrije slag (m)  | 29e       | serie 2: 4e in 15.14,73                                                     |
| Guilherme Guido                                                                      | 100m rugslag (m)      | 14e       | serie 5: 5e in 53,80 halve finale 2: 8e in 54,16                            |
| Leonardo de Deus                                                                     | 200m rugslag (m)      | 13e       | serie 4: 5e in 1.57,00 (NR) halve finale 1: 6e in 1.57,67                   |
| Felipe França                                                                        | 100m schoolslag (m)   | 7e        | serie 5: 1e in 59,01 halve finale 2: 4e in 59,35 finale: 7e in 59,38        |
| João Gomes Júnior                                                                    | 100m schoolslag (m)   | 5e        | serie 5: 3e in 59,46 halve finale 1: 3e in 59,40 finale: 5e in 59,31        |
| Thiago Simon                                                                         | 200m schoolslag (m)   | 36e       | serie 5: 8e in 2.15,01                                                      |
| Tales Cerdeira                                                                       | 200m schoolslag (m)   | 29e       | serie 2: 5e in 2.12,83                                                      |
| Marcos Macedo                                                                        | 100m vlinderslag (m)  | 34e       | serie 4: 8e in 53,87                                                        |
| Henrique Martins                                                                     | 100m vlinderslag (m)  | 21e       | serie 4: 4e in 52,42                                                        |
| Kaio Marcio                                                                          | 200m vlinderslag (m)  | 14e       | serie 4: 4e in 1.56,45 halve finale 1: 7e in 1.57,45                        |
| Leonardo de Deus                                                                     | 200m vlinderslag (m)  | 13e       | serie 4: 3e in 1.55,98 halve finale 2: 7e in 1.56,77                        |
| Thiago Pereira                                                                       | 200m wisselslag (m)   | 7e        | serie 4: 2e in 1.58,63 halve finale 2: 3e in 1.57,11 finale: 7e in 1.58,02  |
| Henrique Rodrigues                                                                   | 200m wisselslag (m)   | 9e        | serie 2: 3e in 1.58,56 halve finale 1: 4e in 1.59,23                        |
| Brandonn Almeida                                                                     | 400m wisselslag (m)   | 15e       | serie 4: 4e in 4.17,25                                                      |
| Marcelo Chierighini João de Lucca Nicolas Nilo Matheus Santana Gabriel Santos        | 4x100m vrije slag (m) | 5e        | serie 2: 4e in 3.14,06 finale: 5e in 3.13,21                                |
| João de Lucca Nicolas Nilo Luiz Altamir Melo André Pereira                           | 4x200m vrije slag (m) | 14e       | serie 1: 8e in 7.13,84                                                      |
| Marcelo Chierighini Felipe França João Gomes Júnior Guilherme Guido Henrique Martins | 4x100m wisselslag (m) | 6e        | serie 2: 4e in 3.32,96 finale: 6e in 3.32,84                                |
| Allan do Carmo                                                                       | 10km open water (m)   | 18e       | 1:53.16,4                                                                   |
|                                                                                      |                       |           |                                                                             |
| Graciele Herrmann                                                                    | 50m vrije slag (v)    | 40e       | serie 10: 8e in 25,60                                                       |
| Etiene Medeiros                                                                      | 50m vrije slag (v)    | 8e        | serie 11: 6e in 24,82 halve finale 1: 3e in 24,45 finale: 8e in 24,69       |
| Etiene Medeiros                                                                      | 100m vrije slag (v)   | 16e       | serie 4: 3e in 54,38 halve finale 1: 8e in 54,59                            |
| Larissa Oliveira                                                                     | 100m vrije slag (v)   | 21e       | serie 5: 8e in 54,72                                                        |
| Manuella Lyrio                                                                       | 200m vrije slag (v)   | 12e       | serie 6: 4e in 1.57,28 halve finale 1: 7e in 1.57,43                        |
| Larissa Oliveira                                                                     | 200m vrije slag (v)   | 35e       | serie 4: 8e in 2.00,76                                                      |
| Etiene Medeiros                                                                      | 100m rugslag (v)      | 25e       | serie 5: 7e in 1.01,70                                                      |
| Daynara de Paula                                                                     | 100m vlinderslag (v)  | 16e       | serie 3: 1e in 57,92 halve finale 1: 8e in 58,65                            |
| Daiene Marcal                                                                        | 100m vlinderslag (v)  | 14e       | serie 5: 4e in 58,15 halve finale 1: 7e in 58,52                            |
| Joanna Maranhão                                                                      | 200m vlinderslag (v)  | 24e       | serie 3: 8e in 2.10,69                                                      |
| Joanna Maranhão                                                                      | 200m wisselslag (v)   | 18e       | serie 5: 7e in 2.13,06                                                      |
| Joanna Maranhão                                                                      | 400m wisselslag (v)   | 15e       | serie 3: 3e in 4.38,88                                                      |
| Daynara de Paula Manuella Lyrio Etiene Medeiros Larissa Oliveira                     | 4×100m vrije slag (v) | 11e       | serie 2: 6e in 3.39,40                                                      |
| Jéssica Cavalheiro Manuella Lyrio Larissa Oliveira Gabrielle Roncatto                | 4×200m vrije slag (v) | 11e       | serie 2: 6e in 7.55,68                                                      |
| Daynara de Paula Jhennifer da Conceição Larissa Oliveira Natalia de Luccas           | 4×100m wisselslag (v) | 13e       | serie 1: 7e in 4.02,83                                                      |
| Ana Marcela Cunha                                                                    | 10km open water (v)   | 10e       | 1:57.29,0                                                                   |
| Poliana Okimoto                                                                      | 10km open water (v)   | Brons     | 1:56.51,4                                                                   |

Afghanistan · Albanië · Algerije · Amerikaanse Maagdeneilanden · Amerikaans-Samoa · Andorra · Angola · Antigua en Barbuda · Argentinië · Armenië · Aruba · Australië · Azerbeidzjan · Bahama's · Bahrein · Bangladesh · Barbados · België · Belize · Benin · Bermuda · Bhutan · Bolivia · Bosnië en Herzegovina · Botswana · Brazilië · Britse Maagdeneilanden · Brunei · Bulgarije · Burkina Faso · Burundi · Cambodja · Canada · Centraal-Afrikaanse Republiek · Chili · China · Chinees Taipei · Colombia · Comoren · Congo-Brazzaville · Congo-Kinshasa · Cookeilanden · Costa Rica · Cuba · Cyprus · Denemarken · Djibouti · Dominica · Dominicaanse Republiek · Duitsland · Ecuador · Egypte · El Salvador · Equatoriaal-Guinea · Eritrea · Estland · Ethiopië · Fiji · Filipijnen · Finland · Frankrijk · Gabon · Gambia · Georgië · Ghana · Grenada · Griekenland · Groot-Brittannië · Guam · Guatemala · Guinee · Guinee‑Bissau · Guyana · Haïti · Honduras · Hongarije · Hongkong · Ierland · IJsland · India · Indonesië · Irak · Iran · Israël · Italië · Ivoorkust · Jamaica · Japan · Jemen · Jordanië · Kaaimaneilanden · Kaapverdië · Kameroen · Kazachstan · Kenia · Kirgizië · Kiribati · Kosovo · Kroatië · Laos · Lesotho · Letland · Libanon · Liberia · Libië · Liechtenstein · Litouwen · Luxemburg · Macedonië · Madagaskar · Malawi · Malediven · Maleisië · Mali · Malta · Marshalleilanden · Marokko · Mauritanië · Mauritius · Mexico · Micronesië · Moldavië · Monaco · Mongolië · Montenegro · Mozambique · Myanmar · Namibië · Nauru · Nederland · Nepal · Nicaragua · Nieuw-Zeeland · Niger · Nigeria · Noord-Korea · Noorwegen · Oeganda · Oekraïne · Oezbekistan · Oman · Oostenrijk · Oost-Timor · Pakistan · Palau · Palestina · Panama · Papoea-Nieuw-Guinea · Paraguay · Peru · Polen · Portugal · Puerto Rico · Qatar · Roemenië · Rusland · Rwanda · Saint Kitts en Nevis · Saint Lucia · Saint Vincent en Grenadines · Salomonseilanden · Samoa · San Marino · Sao Tomé en Principe · Saoedi-Arabië · Senegal · Servië · Seychellen · Sierra Leone · Singapore · Slovenië · Slowakije · Soedan · Somalië · Spanje · Sri Lanka · Suriname · Swaziland · Syrië · Tadzjikistan · Tanzania · Thailand · Togo · Tonga · Trinidad en Tobago · Tsjaad · Tsjechië · Tunesië · Turkije · Turkmenistan · Tuvalu · Uruguay · Vanuatu · Venezuela · Verenigde Arabische Emiraten · Verenigde Staten · Vietnam · Wit-Rusland · Zambia · Zimbabwe · Zuid-Afrika · Zuid-Korea · Zuid-Soedan · Zweden · Zwitserland
Individuele Olympische Atleten · Olympisch vluchtelingenteam